# Sylvester Feodossijewitsch Schtschedrin

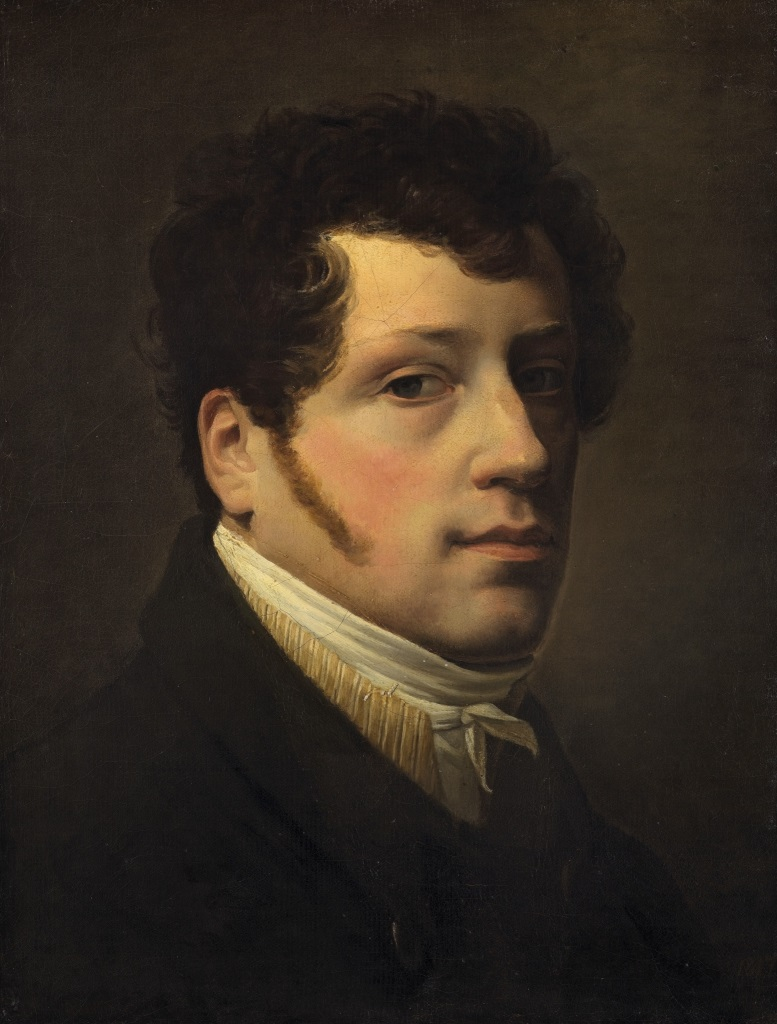
Sylvester Schtschedrin (1817)

Sylvester Feodossijewitsch Schtschedrin (russisch Сильвестр Феодосиевич Щедрин); wissenschaftliche Transliteration Syl'vestr Feodorievič Ščedrin; * 2. Februarjul. / 13. Februar 1791greg. in Sankt Petersburg, Russisches Kaiserreich; † 27. Oktoberjul. / 8. November 1830greg. in Sorrent, (Italien) war ein russischer Landschaftsmaler.

## Leben
Schtschedrin war der Sohn des Bildhauers Feodosi Schtschedrin, des Rektors der Russischen Akademie in Sankt Petersburg. Sein Onkel war der Landschaftsmaler Semion Schtschedrin. Im Jahre 1800 wurde er in die Akademie aufgenommen  und studierte Landschaftsmalerei bei seinem Onkel Semion sowie Fjodor Alexejew, M. M. Iwanow und Thomas de Thomon. Sein Studium an der Petersburger Akademie schloss er 1811 ab. Er erhielt verschiedene Preise einschließlich der Großen Goldmedaille für sein Gemälde Blick von der Petrowskij-Insel, mit welcher er ein Stipendium für einen Auslandsaufenthalt erhielt.
Durch die Napoleonischen Kriege verzögerte sich Schtschedrins Abreise nach Rom bis zum Jahre 1818. Im Auftrag des russischen Großfürsten Michael Pawlowitsch Romanow ging er nach Neapel, um dort Aquarelle für zwei große Ansichten des Golfs von Neapel zu fertigen. Sein Stipendium und damit sein Aufenthalt in Rom war bis 1823 befristet. Seine bekanntesten Werke aus dieser Zeit sind seine Gemälde sowie  Blick vom Palatin auf das Colosseum und den Esquilin (1822) und Das Neue Rom. Die Engelsburg aus dem Jahre 1823.
Schtschedrin blieb als freischaffender Maler in Rom. Mit seinem Gemälde aus dem Jahre 1825 Der Albaner See wandte er sich der Darstellung der Natur zu. In der Folgezeit war Schtschedrin ein bekannter Künstler, der sowohl in Rom als auch in Neapel und Umgebung wirkte. Er malte in der Natur (en plein air) und stellte Küstenlandschaften und Nachtszenen am Meer dar. Diese unheimlichen Szenerien sind ein Ausdruck seines immer schlechter werdenden Gesundheitszustandes.

## Werke
Schtschedrins Gemälde verblieben in der Überzahl in Italien, einige sind in Russland zu sehen.
- 1823–1825: Das Neue Rom. Die Engelsburg, Tretjakow-Galerie, Moskau
- 1828: Pergola am Meer, Öl auf Leinwand, Tretjakow-Galerie, Moskau.

1824 fertigte der russische Maler Karl Pawlowitsch Brjullow in Rom ein Aquarellporträt des Künstlers, das heute im Russischen Museum in St. Petersburg zu sehen ist.